# 발터 슈라이버

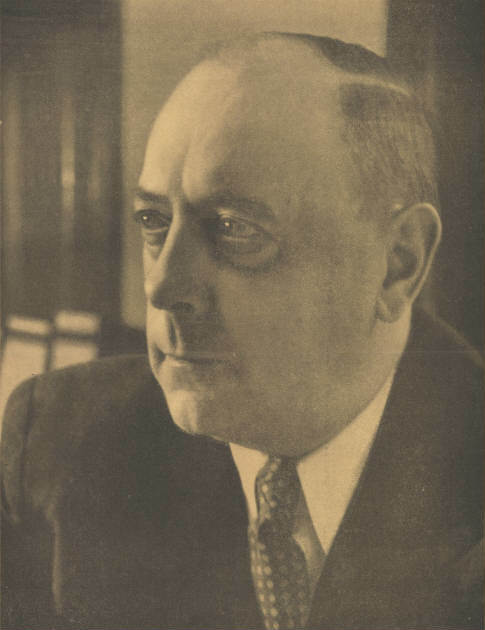

발터 카를 루돌프 슈라이버(독일어: Walter Carl Rudolf Schreiber, 1884년 6월 10일 ~ 1958년 6월 30일)는 독일의 정치가이자 1953년부터 1955년까지 서베를린의 시장이었다. 에른스트 로이터(Ernst Reuter)의 후임이었으며 오토 수어 (Otto Suhr)가 뒤를 이었다. 그는 CDU의 의원이기도 했다.